# Fotodermatit
Fotodermatit eller fotoallergisk dermatit, är ett slags ljuskänslighet i huden som utlöses med viss fördröjning antingen av solljus enbart eller av en kombination av ljus och någon substans som framkallar överkänslighet. Dermatiten ifråga kan yttra sig i blåsor, eksem eller varbildningar i huden. Det uppstår för att kroppens immunförsvar reagerar på UV-strålarna i solen.

## Symtom
Fotodermatiten kan ge hudsymtom som kliande utslag, hyperpigmentering, eksem, eller röda, uppsvällda områden som gör ont. Detta drabbar hudområden som utsatts för solljus. Symtomen kan uppkomma med feber, illamående, huvudvärk och frossa. Med tiden kan fotodermatiten ge förgrovad hud och ärrbildning.

## Orsaker
Fotodermatit kan utlösas i reaktion på så kallade fotosensibilisator, det vill säga substanser som utlöser en allergisk reaktion av solljus. Detta innefattar vissa läkemedel (tiazider, viss antibiotika, NSAID, viss neuroleptika, vissa svampbehandlingar, med mera) och vissa kemikalier som kan finnas på huden (parfym, vissa solkrämer, hudkrämer, läkemedel i hudkrämform, med mera). Sådana ämnen kan också orsaka så kallad pseudoporfyri.
Vissa sjukdomar kan i sig orsaka fotodermatit hos den drabbade som solar. Dessa sjukdomar innefattar systemisk lupus erythematosus, psoriasis, atopisk dermatit, rosacea, porfyri och vissa andra ämnesomsättningssjukdomar, samt pellagra.